# Stelmation
Stelmation là chi thực vật có hoa trong họ Apocynaceae.